# Anna Jewgenjewna Medwedewa
Anna Jewgenjewna Medwedewa (russisch Анна Евгеньевна Медведева; * 30. Juli 1989) ist eine russische Skilangläuferin und Triathletin.

## Werdegang
Medwedewa startete im November 2009 erstmals in Werschina Tjoi im Skilanglauf-Eastern-Europe-Cup und belegte dabei den 21. Platz im Sprint. Im folgenden Jahr erreichte sie in Werschina Tjoi mit dem neunten Platz im Sprint ihre erste Top-Zehn-Platzierung im Eastern-Europe-Cup.
In der Saison 2015/16 kam sie im Eastern-Europe-Cup fünfmal unter die ersten Zehn. Dabei errang sie mit Platz drei im Skiathlon in Syktywkar ihre erste Podestplatzierung und erreichte zum Saisonende den achten Platz in der Gesamtwertung. Nach Platz zwei im Eastern-Europe-Cup in Krasnogorsk in der Saison 2016/17, debütierte sie im Januar 2017 in Ulricehamn im Skilanglauf-Weltcup und errang dabei den 42. Platz über 10 km Freistil und den zehnten Platz mit der Staffel.
Im folgenden Monat holte sie in Pyeongchang mit dem 19. Platz im Sprint und den sechsten Rang im Skiathlon ihre ersten Weltcuppunkte. Bei den Nordischen Skiweltmeisterschaften 2017 in Lahti belegte sie den 33. Platz im Skiathlon und den 31. Rang im 30-km-Massenstartrennen.

### Wintertriathlon seit 2020
Im Februar 2020 wurde die 30-Jährige in Italien Vize-Weltmeisterin Wintertriathlon (7 km Laufen, 17 km Mountainbike und 9,74 km Skilanglauf) und Weltmeisterin in der gemischten Staffel, zusammen mit Pavel Andreev.